# نصرآباد (کاشان)
نصرآباد جیرویه، روستايي پايکوهی - کوهستاني و معتدل خشک جزو دهستان خرمدشت از بخش مرکزی در ۲۷ کيلومتری جنوب شرقی کاشان و ۱۴ کيلومتری غرب جاده کاشان - نطنز قرار دارد. براساس سرشماری مرکز آمار ایران در سال ۱۳۸۵، جمعیت آن ۱۳۶ نفر (۴۳خانوار) بوده‌است.